# 11577 Einasto
11577 Einasto este un asteroid din centura principală de asteroizi.

## Descriere
11577 Einasto este un asteroid din centura principală de asteroizi. A fost descoperit pe 8 februarie 1994 la Observatorul La Silla de Eric Walter Elst. Asteroidul prezintă o orbită caracterizată de o semiaxă mare de 2,45 ua, o excentricitate de 0,15 și o înclinație de 4,0° în raport cu ecliptica.